# Vincent Gardenia
Pour les articles homonymes, voir Gardenia.
Vincent Gardenia est un acteur américain d'origine italienne, né le 7 janvier 1920 à Naples et mort le 9 décembre 1992 à Philadelphie.

## Mort
En décembre 1992, Gardenia était à Philadelphie pour jouer dans la production scénique de la comédie de Tom Dulack Breaking Legs . Il entamait une tournée de trois semaines dans le rôle du propriétaire de restaurant Lou Graziano dans le succès off-Broadway au Forrest Theatre . C'était un rôle qu'il avait interprété depuis l'ouverture du spectacle à New York en mai 1991.
Vers 1 heure du matin, le 9 décembre 1992, quelques heures après la dernière avant-première, Gardenia était retourné dans sa chambre d'hôtel après avoir dîné avec le metteur en scène John Tillinger, le producteur Elliot Martin et les membres de la troupe. Selon Martin, Gardenia ne montrait aucun signe de maladie, ajoutant : « C'était juste une soirée joyeuse. » Selon les autorités, lorsque Gardenia ne s'est pas présenté le lendemain matin pour une interview radiophonique visant à promouvoir la représentation de la pièce, la porte-parole Irene Gandy et le membre de la troupe Vince Viverito se sont alarmés. Lorsqu'ils sont arrivés à la chambre d'hôtel de Gardenia, il n'y avait pas de réponse. L'hôtel a envoyé un ingénieur qui a ouvert la porte et Gardenia a été découvert mort d'une crise cardiaque , habillé et tenant le téléphone. Il avait 72 ans. 
Ce soir-là, dans la tradition théâtrale du « le spectacle doit continuer » et quelques heures seulement après la mort de Gardenia, la pièce fut inaugurée officiellement. La compagnie dédia sa première représentation à la mémoire de Gardenia. Harry Guardino assuma le rôle de Gardenia en tant que propriétaire du restaurant.
Gardenia ne s'est jamais marié et n'a jamais eu d'enfants. Il laisse derrière lui son frère cadet, Ralph Frank Scognamiglio (30 septembre 1925 - 31 janvier 2018). Une section de la 16e Avenue dans le quartier de Bensonhurst à Brooklyn, où il a résidé jusqu'à sa mort, porte le nom honorifique de boulevard Vincent Gardenia en son honneur.

## Filmographie
- 1945 : The House on 92nd Street : Trainee
- 1958 : Un tueur se promène (Cop Hater) : Danny Gimp
- 1960 : Crime, société anonyme (Murder, Inc.) : L'avocat syndicaliste Lazlo
- 1961 : La Soif de la jeunesse (Parrish) : Bit part
- 1961 : Mad Dog Coll de Burt Balaban : Dutch Schultz
- 1961 : L'Arnaqueur (The Hustler) : Le barman
- 1962 : Vu du pont : Lipari
- 1965 : Le Témoin du troisième jour (The Third Day) : Preston
- 1970 : Jenny (en) : M. Marsh
- 1970 : Where's Poppa? : Coach Williams
- 1971 : Little Murders : M. Newquist
- 1971 : Cold Turkey : Mayor Wappler
- 1972 : Requiem pour des gangsters (Hickey & Boggs) : Papadakis
- 1973 : Le Dernier Match (Bang the Drum Slowly) : Dutch Schnell
- 1973 : Lucky Luciano : Colonel Charles Poletti
- 1974 : Un justicier dans la ville (Death Wish) : L'inspecteur Frank Ochoa
- 1974 : Spéciale Première (The Front Page) : Le shérif
- 1975 : La banca di Monate : Santino Paleari
- 1975 : The Manchu Eagle Murder Caper Mystery (en) : Big Daddy Jessup
- 1976 : Big Racket (Il grande racket) d'Enzo G. Castellari : Pepe
- 1976 : Luna di miele in tre : Frankie
- 1976 : Bordella : M. Chips
- 1977 : Fire Sale : Benny Fikus
- 1977 : Greased Lightning (en) de Michael Schultz : Le shérif Cotton
- 1978 : Le ciel peut attendre (Heaven Can Wait) : Le lieutenant Krim
- 1979 : L'Arme au poing (Firepower) : Frank Hull
- 1979 : La Diablesse (Sensitività) : le vieux peintre
- 1980 : Home Movies : Dr. Byrd
- 1980 : Le Dernier Vol de l'arche de Noé (The Last Flight of Noah's Ark) : Stoney
- 1982 : Ciao nemico : General Brigg
- 1982 : Un justicier dans la ville 2 (Death Wish II) : L'inspecteur Frank Ochoa
- 1985 : Movers & Shakers : Saul Gritz
- 1986 : La Petite Boutique des horreurs (Little Shop of Horrors) : M. Mushnik
- 1987 : Éclair de lune (Moonstruck) : Cosmo Castorini
- 1988 : Cavalli si nasce : Principe napoleatno
- 1988 : Cheeeese : Bonjour
- 1989 : L'amour est une grande aventure (Skin Deep) : Barney le barman
- 1991 : Le Proprio (The Super) : Big Lou Kritski

## Distinctions

### Nominations
- Nomination à l'Oscar du meilleur acteur dans un second rôle pour Le Dernier Match (Bang the Drum Slowly) en 1974[1]
- Nomination à l'Oscar du meilleur acteur dans un second rôle pour Éclair de lune (Moonstruck) en 1988[2]